# Till (sediment)

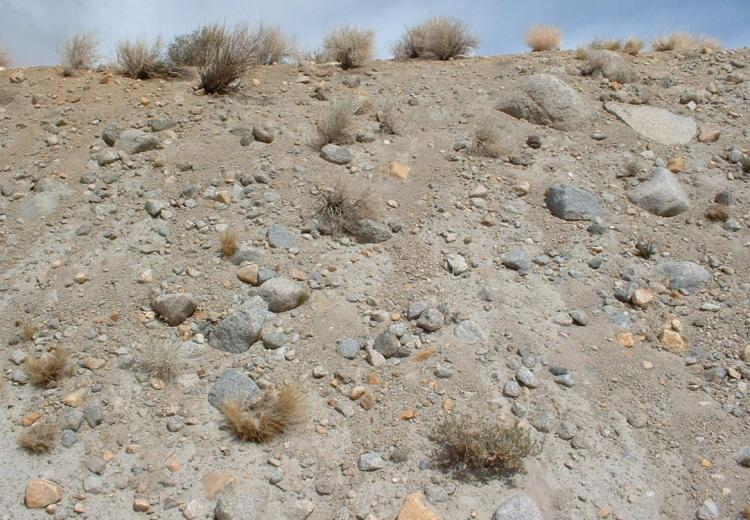
Till

Till is een type sediment bestaande uit diamict (ongesorteerd sediment), achtergelaten door gletsjers en ijskappen. Het is onder meer aan te treffen in morenes. Het bestaat meestal uit een mengsel van rotsen en zand en grind. Er kan zowel sedimentaire als tektonische gelaagdheid aan te treffen zijn in till, aangezien verschillende types till heel verschillende geneses kennen. Geconsolideerde lagen till worden aangeduid als tilliet.
Er worden verschillende soorten till onderscheiden, onder andere lodgement till, deformation till en ablatietill. Lodgement till en deformation till worden afgezet onder bewegend ijs, ablatietill ontstaat bovenop gletsjers en blijft achter als het ijs smelt. Basale till (till die onder een ijskap is afgezet) wordt in Nederland als keileem aangeduid.